# عبدوليات
عُبْدُولِيَّات أو فصيلة يوبيلميدي (الاسم العلمي: Eupelmidae)، هي فصيلة حشرات دبورية من غشائيات الأجنحة. تتطفل يرقاتها على يرقات نصفيات الأجنحة وغمديات الأجنحة وحرشفيات الأجنحة وأيضًا العناكب. وهي مجموعة متعددة العرق، على الرغم من أن كل نوع من الفُصيلات قد يكون أحادي النمط، وقد يرتقي إلى مرتبة فصيلة في المستقبل القريب. كما هو محدد حاليًا، هناك أكثر من 905 نوعًا موصوفًا ضمن 45 جنسًا. توجد في جميع أنحاء العالم تقريبًا.